# Alosa caspia persica
Alosa caspia persica is een ondersoort van de straalvinnige vissen uit de familie van de haringen (Clupeidae). De wetenschappelijke naam van de soort is voor het eerst geldig gepubliceerd in 1927 door Iljin.